# Moçac
Moçac (occità) o Moussac (francès) és un municipi francès al departament del Gard (regió d'Occitània).